# Angelsberg (Fischbach)
Angelsberg (luxemburgisch Angelsbiergⓘ) ist eine Ortschaft in der Gemeinde Fischbach im Kanton Mersch im Großherzogtum Luxemburg.

## Lage
Angelsberg liegt 5 km westlich von Mersch an der CR 118. Weitere Nachbarorte sind im Norden die Siedlung Beringerberg und im Süden Schoos. Östlich des Ortes befindet sich das Schloss Meysemburg.

## Geschichte
Älteste Straße von Angelsberg ist die Rue de L'Eglise, an der auch die Kirche St. Cornelius steht. Hier haben sich noch einige Häuser aus dem 18. Jahrhundert erhalten. Die Kirche selbst ist jünger und wurde 1885 nach Plänen des luxemburgischen Staatsarchitekten Karl Arendt (bzw. Charles Arendt) im Stil der Neuromanik erbaut. Sie ersetzte einen Vorgängerbau aus dem Jahr 1570.

## Söhne und Töchter der Gemeinde
- Chris Rodesch (* 2001), Tennisspieler